# Storbränntjärnen, Hälsingland
Storbränntjärnen är en sjö i Ljusdals kommun i Hälsingland och ingår i Ljusnans huvudavrinningsområde.